# Nové Dvory (Polná)
Nové Dvory je místní částí města Polná. Nachází se 2,5 km severozápadně od Polné v okrese Jihlava v Kraji Vysočina.

## Název
Název se vyvíjel od varianty Newhöffen (1411), v obci Novodvorské (1562), Neuhöff (1654), Neuhof (1787), Neuhof a Nowy Dwory (1843).

## Historie
Původním názvem se jmenovaly Deutsch Neuhof, podle sčítání obyvatelstva 1880 nesly název Německé Dvory.
Od svého založení patřily pod střítežské panství. Během středověku zpustly a obnovy se dočkaly až v 17. století, kdy došlo k novému osídlení.
V letech 1869–1880 spadaly pod okres Polná, v letech 1880–1961 pod okres Německý Brod (později Havlíčkův). Do roku 1945 byly převážně německou obcí, po odsunu německých obyvatel ves osídlili čeští občané. V letech 1961–1980 byly místní částí obce Kamenná v okrese Jihlava. Od 1. dubna 1980 jsou místní částí města Polná.

## Přírodní poměry
Nové Dvory leží v okrese Jihlava v Kraji Vysočina. Nachází se 4 km jižně od Věžnic, 3,5 km severozápadně od Polné, 3,5 km severně od Dobronína a 2,5 km jihovýchodně od Kamenné. Geomorfologicky je oblast součástí Česko-moravské subprovincie, konkrétně Hornosázavské pahorkatiny a jejího podcelku Jihlavsko-sázavská brázda, v jejíž rámci spadá pod geomorfologický okrsek Dobronínská pánev. Průměrná nadmořská výška činí 500 metrů. Vsí protéká směrem na sever bezejmenný potok, který se poté vlévá do Šlapanky. Jižní částí katastru protéká Cihelenský potok a západní hranici katastru tvoří Zlatý potok. V okolí se nacházejí 3 menší rybníky. Asi kilometr na jih můžeme nalézt les Niederholec, jehož jméno se často lidově komolí na „Midrhulec“.

## Obyvatelstvo
Podle sčítání 1921 zde žilo v 33 domech 221 obyvatel, z nichž bylo 115 žen. 69 obyvatel se hlásilo k československé národnosti, 151 k německé, všech 221 obyvatel se hlásilo k Římskokatolické církvi.
| Rok            | 1869 | 1880 | 1890 | 1900 | 1910 | 1921 | 1930 | 1950 | 1961 | 1970 | 1980 | 1991 | 2001 |
| -------------- | ---- | ---- | ---- | ---- | ---- | ---- | ---- | ---- | ---- | ---- | ---- | ---- | ---- |
| Počet obyvatel | 193  | 196  | 187  | 169  | 218  | 221  | 213  | 157  | 160  | 149  | 136  | 124  | 147  |

## Hospodářství a doprava
V Nových Dvorech sídlí technologická firma NODEL, s.r.o., Ali salon - půjčovna společenských šatů a truhlářství. Prochází tudy silnice III. třídy č. 34817 z Kamenné do Polné. Dopravní obslužnost zajišťuje dopravce ICOM transport. Autobusy jezdí ve směrech Jihlava, Dobronín, Kamenná, Polná, Brzkov a Přibyslav.

## Školství, kultura a sport
Místní děti dojíždějí do základní školy v Polné. Za podpory místní myslivecké společnosti Vrchovina Kamenná – Nové Dvory se každoročně koná Mezinárodní soutěž loveckých psů. Sbor dobrovolných hasičů Nové Dvory vznikl v roce 1904. V roce 2014 má 36 členů.

## Pamětihodnosti
V roce 2001 zde postavili kapli Nejsvětější Trojice, v obci se nachází ještě další kaplička.

## Osobnosti
Žil zde švédský výzkumník a vynálezce v oblasti elektroniky, optiky, Ladislav Šípek.